# سيرجيو فاسكيز غارسيا
سيرجيو فاسكيز غارسيا (بالإسبانية: Sergio Vázquez García)‏ هو سياسي مكسيكي، ولد في 6 أكتوبر 1967 في غوادالاخارا في المكسيك. حزبياً، نشط في حزب العمل الوطني. وقد انتخب عضو مجلس النواب المكسيك.